# Анна Моранді Манцоліні
Анна Моранді Манцоліні (італ. Anna Morandi Manzolini, 1714-1774) — викладачка анатомії, скульпторка, що створювала воскові анатомічні моделі.
Анна Моранді народилася 1714 року в Болоньї, Італія. Вона росла в традиційній родині, де шлюб, діти і домашній спосіб життя були природним вибором для жінок. 1736 року вона вийшла заміж за Джованні Манцоліні, професора анатомії в Університеті Болоньї. Їй було 20, а йому — 24 роки. Після п'яти років шлюбу вона стала матір'ю шістьох дітей.
Коли її чоловік захворів на туберкульоз, отримала спеціальний дозвіл читати лекції замість нього. Стала професором анатомії після його смерті 1755 року. Популярність її таланту в литті анатомічних моделей поширилася по всій Європі, і її запросили до двору Катерини II. Імператор Йосиф II з Австрії купив одну з її моделей і високо оцінив її майстерність і досягнення. Британська королівська громадськість запросила її читати лекції в Лондон.
Манцоліні також створила два портретних воскових бюсти, обидва з яких у наш час виставляються в Палаццо Поггі в Болоньї. Одним з них є автопортрет, в якому вона зображує себе на роботі, під час розтину людського мозку, а інший — її чоловіка, що займається аналогічною діяльністю.